# 스트레이모이섬

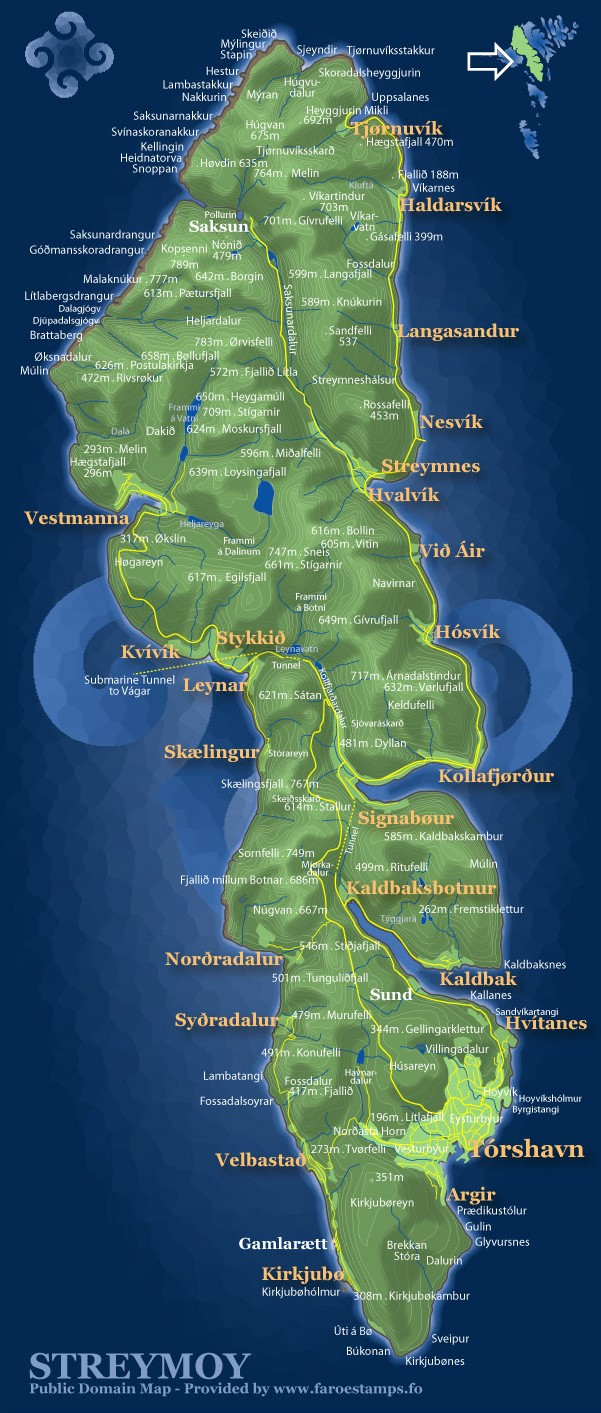
스트레이모이섬의 지도

스트레이모이섬(페로어: Streymoy, 덴마크어: Strømø 스트뢰뫼[*])은 페로 제도에서 가장 크고 인구가 많은 섬이다. 수도 토르스하운이 이곳에 위치한다. 섬의 명칭은 "해류의 섬"을 뜻한다.

## 지리
섬은 타원형의 형태이며 47 킬로미터의 길이와 10 킬로미터 가량의 너비와 함께 북서-남동 방향으로 뻗어있다. 남동쪽에 두 개(Kollafjørður와 Kaldbaksfjørður)의 깊은 톱니 모양의 피오르가 있다. 섬은 특히 북서쪽에 789미터의 코프센니와 함께 전체적으로 산지의 형태를 띠고 있다. 그 지역은 500 미터 높이의 절벽이 솟아있다.
페로 제도의 나머지 부분처럼 수많은 짧은 길이의 물줄기와 소수의 호수가 있다. 주된 초목은 나무가 없는 초원이다.
섬 북동쪽에는 페로 제도에서 가장 높은 폭포인 포사폭포가 있다.
스트레이모이는 동쪽에 협소한 순디니만 가까이 페로 제도의 두 번째로 큰 섬, 에스투로이섬으로부터 떨어져 나왔다. 서쪽에는 보가르섬(Vágar), 남쪽에는 산도이섬(Sandoy)이 위치한다. 작은 크기의 세 개의 부속 섬들(Koltur, Hestur, Nólsoy)이 스트레이모미 남쪽 끝 둘레에 자리잡고 있다.

## 인구
섬에는 약 21,000명의 인구가 있으며, 전체 페로 제도 인구의 40%를 차지한다. 그들 중 대다수가 대략 15,000명의 인구가 있는 수도 토르스하운에 거주한다.